# Crunomys
Crunomys é um género de roedor da família Muridae.

## Espécies
- Crunomys celebensis Musser, 1982
- Crunomys fallax Thomas, 1897
- Crunomys melanius Thomas, 1907
- Crunomys suncoides Rickart, Heaney, Tabaranza & Balete, 1998